# Courageux (roman)
Pour les articles homonymes, voir Courageux.
Courageux (titre original : Courageous) est le troisième roman de la série de science-fiction La Flotte perdue de l'écrivain Jack Campbell. Il est paru aux États-Unis en 2007 puis a été traduit en français et publié par les éditions L'Atalante en 2009.

## Résumé
En arrivant dans le système de Baldur, Geary s'aperçoit que la flotte manque de minerais bruts malgré les saisies faites à Sancerre. La faute en revient aux systèmes logistiques qui n'ont pu s'adapter aux tactiques de Geary. La flotte doit piller les mines de Baldur. Casia un des capitaines s'oppose à Geary qui le remet à sa place. Rione a mis fin à sa relation avec lui.
Les fusiliers s'emparent d'une mine et des éléments trace dont avait besoin la flotte. Celle-ci saute vers Sendaï, puis vers Daïquon juste au moment où des vaisseaux syndics posent des mines. Elle décime ces vaisseaux malgré quelques pertes. Rione confie à Geary que si elle se tient à l'écart c'est que son mari serait peut être vivant d'après les renseignements recueillis à Sancerre. Elle parvient à faire la paix et redevient son amante.
Badaya, ayant le soutien d'autres capitaines, propose à Geary de prendre le contrôle de l'Alliance lorsqu'ils y seront parvenus.
La flotte arrivant en formation de combat à Ixion évite les mines et détruit les vaisseaux syndics qui l'attendaient. Geary décide d'emmener ses navires vers Lakota. Une flotte des Syndics arrive à Ixion et se lance à sa poursuite. Riva qui s'est épris d'une jeune enseigne est muté sur un autre navire à la déception de Desjani.
Lors de son arrivée dans le système, la flotte de l'Alliance arraisonne des transports de minerai syndics, puis combat une flotte qui vient d'arriver par point de saut et lui inflige de grosses pertes. Mais une autre flotte aussi importante que celle de l'Alliance arrive par le portail de l'hypernet, la seule issue de secours pour Geary  est de retourner à Ixion. Après des pertes importantes et avoir détruit les vaisseaux syndics qui arrivaient d'Ixion, la flotte saute vers Ixion. Geary bouleversé par les pertes parvient à reprendre le dessus. Il apprend pendant le saut que la flotte qui était arrivée par le portail de l'hypernet avait été surprise de sa destination. Ce qui implique que les extraterrestres sont intervenus, qu'ils observent les activités de la flotte et pour cela doivent disposer d'un moyen de communication plus rapide que la lumière. Geary décide de retourner immédiatement vers Lakota.